# Lagerstraße (Hamburg)
Die Lagerstraße in den Hamburger Stadtteilen St. Pauli und Sternschanze (zwischen Schanzenstraße und Karolinenstraße) entstand um das Jahr 1868, als die „Zollvereinsniederlagen“ des Deutschen Zollvereins in Städten außerhalb des Zollgebiets eingerichtet wurden.
Diese bestanden – ähnlich wie Freihäfen – aus räumlich abgegrenzten und zolltechnisch gesicherten Lagerhauskomplexen. In Hamburg wurde dieser Lagerkomplex im Stadtteil Sternschanze errichtet mit der anliegenden „Lagerstraße“. Nahe und parallel zu dieser Straße befand sich bereits die Bahnstrecke der damaligen Hamburg-Altonaer Verbindungsbahn.

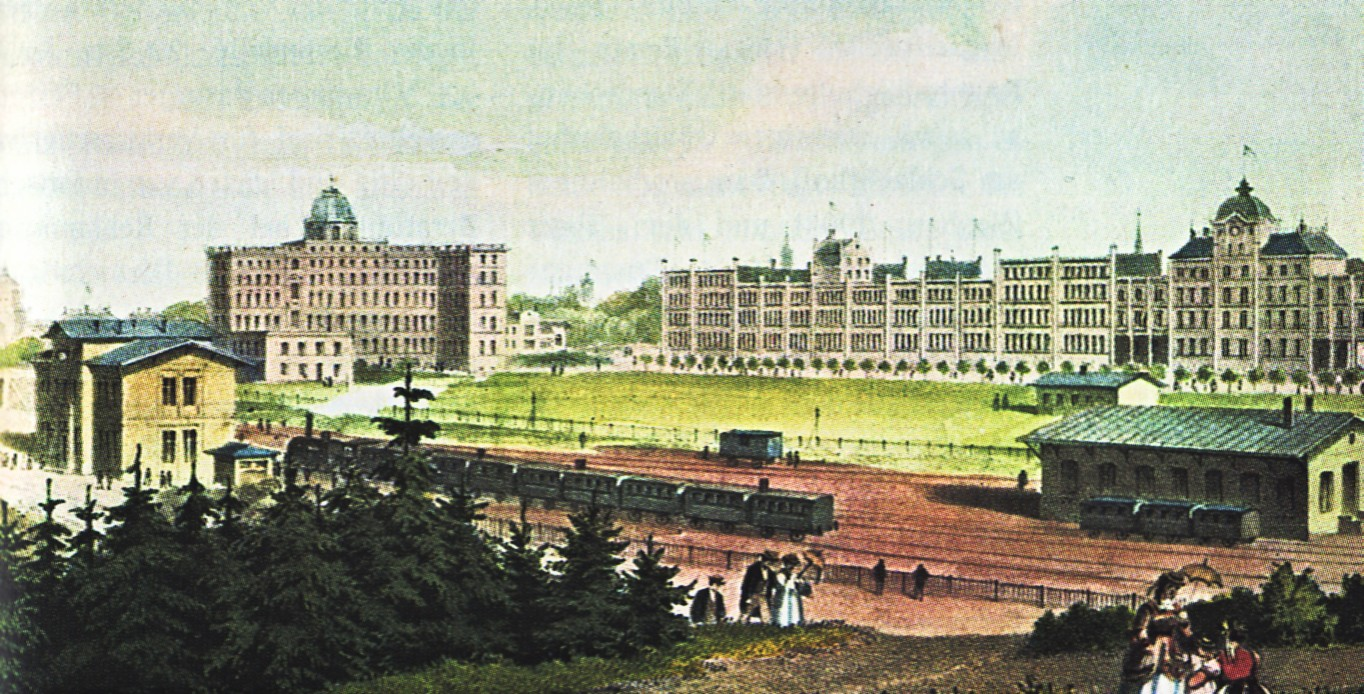
Die Zollvereinsniederlage in Hamburg auf einer Lithografie von Wilhelm Heuer, davor die Hamburg-Altonaer Verbindungsbahn mit dem ersten Bahnhof Sternschanze

Im heutigen Zustand (2019) verbindet die Lagerstraße den nördlichen Abschnitt der Schanzenstraße mit der östlich gelegenen
Karolinenstraße. Der ursprünglich gerade Verlauf wurde abgewinkelt, um Platz für die nunmehr anliegenden Hallen der Hamburg Messe zu gewinnen.
Nördlich der Lagerstraße, im Bereich des Bahnhof Hamburg Sternschanze befinden sich die Schanzenhöfe, von Süden mündet die Sternstraße in die Lagerstraße. Die südliche Seite der Lagerstraße grenzt an die Anlagen des Fleischgroßmarktes Hamburg.
Am heutigen östlichen Ende der Lagerstraße befindet sich der denkmalgeschützte Bau des ehemaligen Kraftwerk „Karoline“

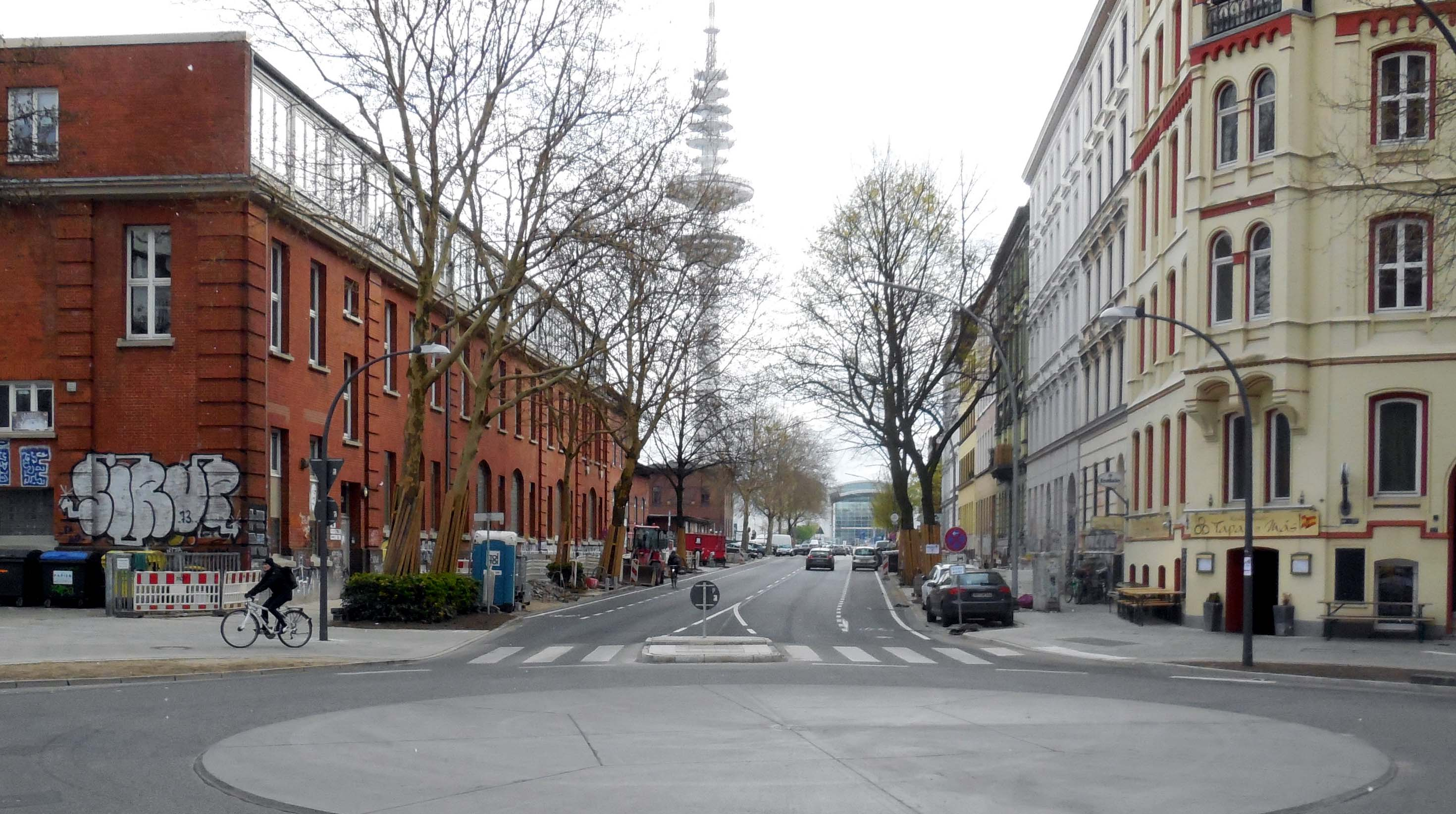
Lagerstraße, westliches Ende
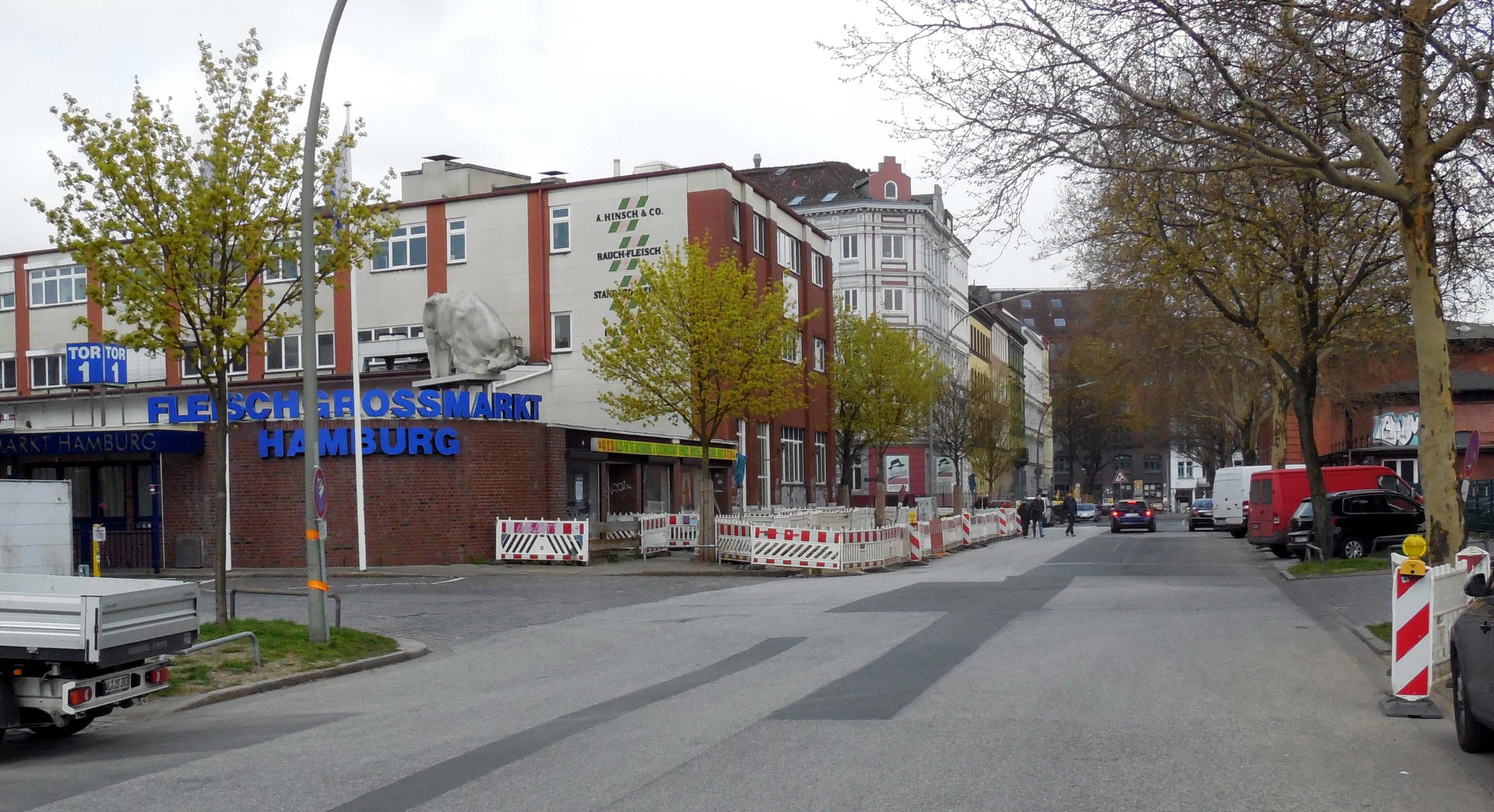
Lagerstraße, Einfahrt Fleischgroßmarkt
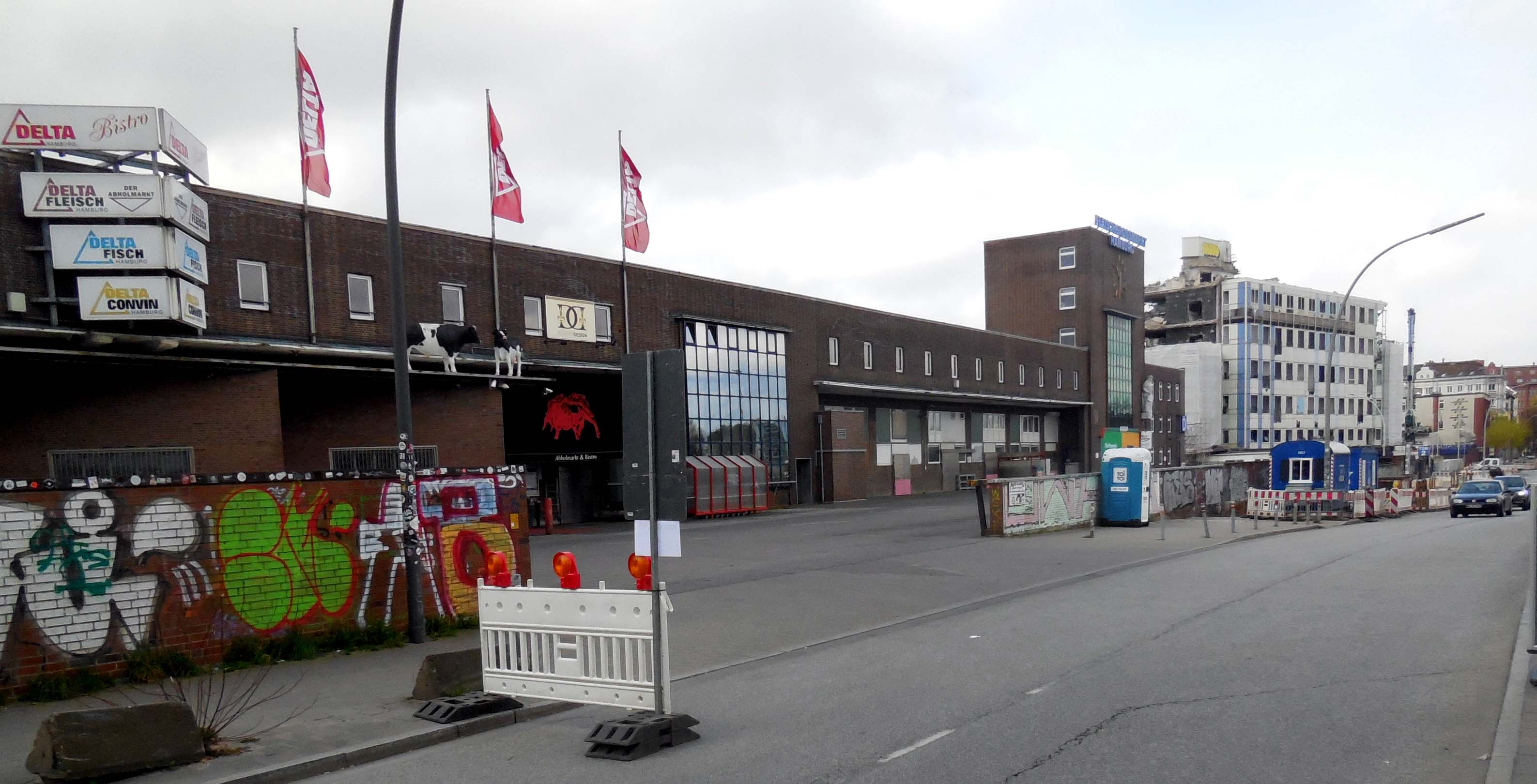
Lagerstraße, mittlerer Bereich
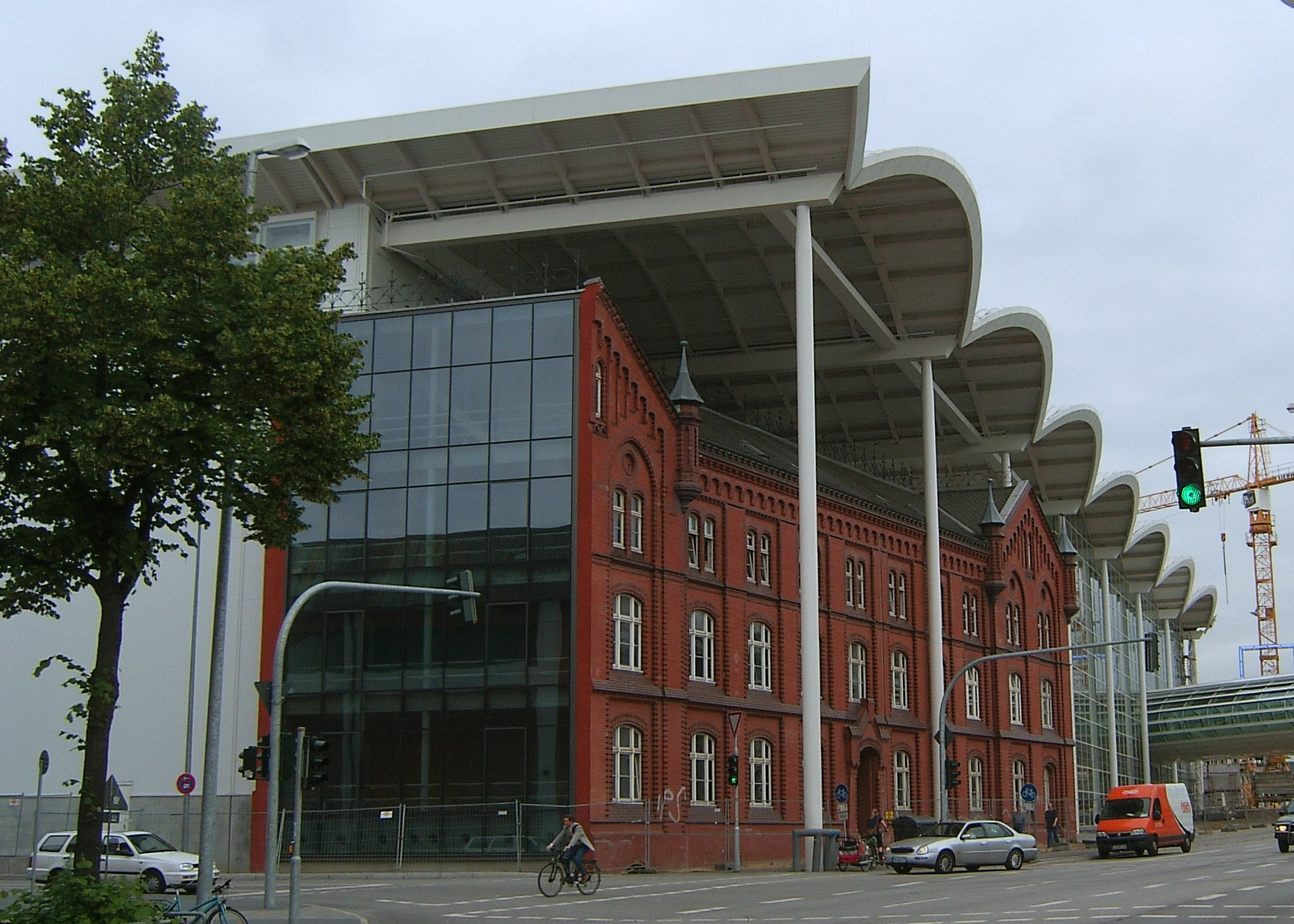
Ehemaliges Kraftwerk Karoline